# ريان ليونارد
ريان ليونارد (بالإنجليزية: Ryan Leonard)‏ (24 مايو 1992 في المملكة المتحدة - ) هو لاعب كرة قدم بريطاني في مركز الدفاع. لعب مع نادي بليموث أرجايل ونادي ساوثيند يونايتد وWeston-super-Mare A.F.C. ‏ وTiverton Town F.C. ‏.

## وصلات خارجية
- ريان ليونارد على موقع قاعدة بيانات كرة القدم.إي يو (الإنجليزية)
- ريان ليونارد على موقع Soccerbase.com (لاعب) (الإنجليزية)
- ريان ليونارد على موقع Soccerway.com (الإنجليزية)
- ريان ليونارد على موقع عالم كرة القدم.نت (الإنجليزية)